# Hexatoma (Eriocera) pulchrithorax
Hexatoma (Eriocera) pulchrithorax is een tweevleugelige uit de familie steltmuggen (Limoniidae). De soort komt voor in het Oriëntaals gebied.